# Loučany
Loučany (en allemand : Lautschan) est une commune du district et de la région d'Olomouc, en République tchèque. Sa population s'élevait à 631 habitants en 2023.

## Géographie
Loučany se trouve à 12 km à l'ouest d'Olomouc, à 90 km à l'ouest-sud-ouest d'Ostrava et à 198 km à l'est-sud-est de Prague.
La commune est limitée par Senice na Hané au nord, par Těšetice à l'est et au sud, par Drahanovice au sud, et par Náměšť na Hané au sud-ouest et à l'ouest.

## Histoire
La première mention écrite de la localité date de 1141.

## Galerie

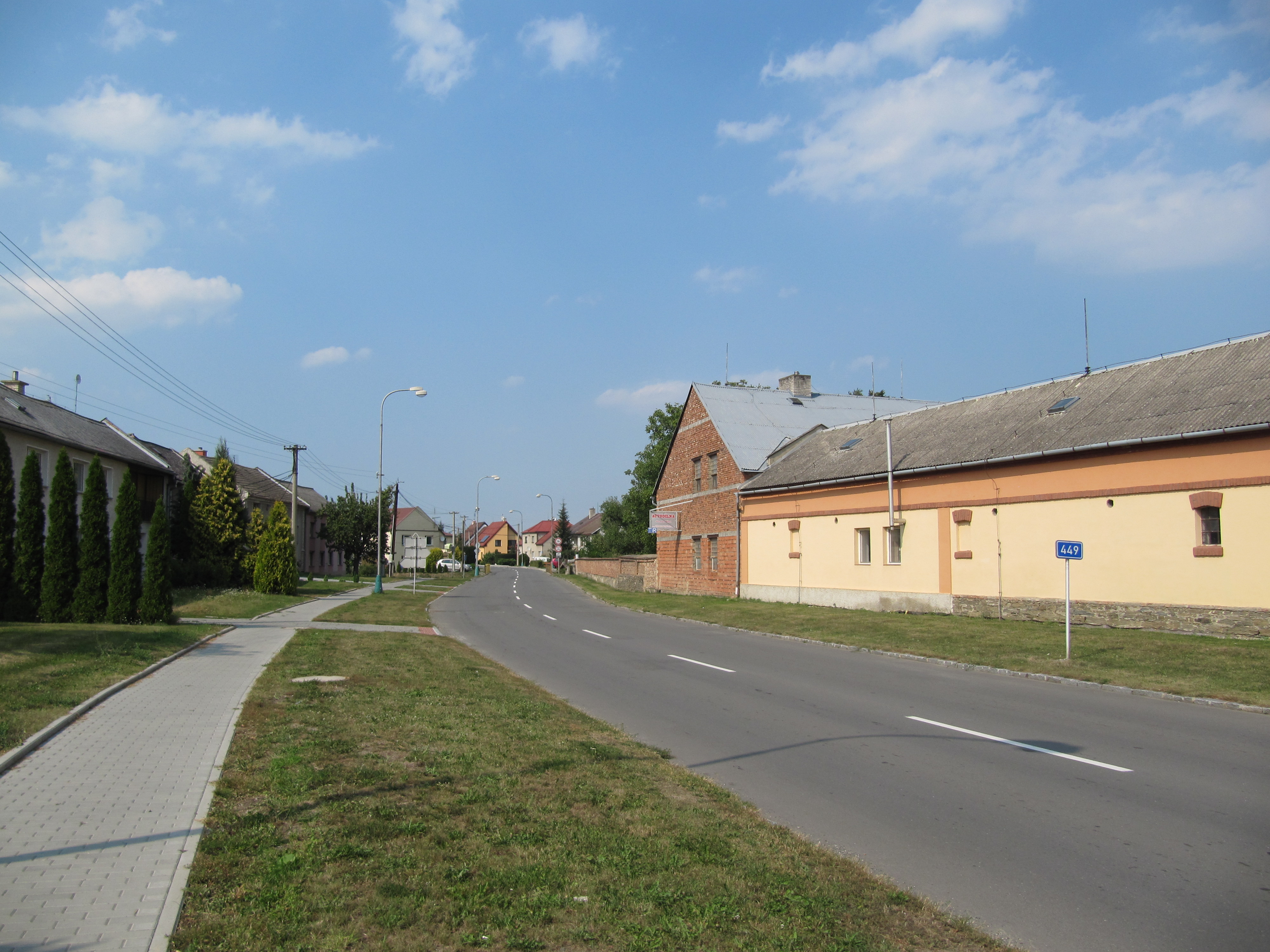
Rue de Loučany.
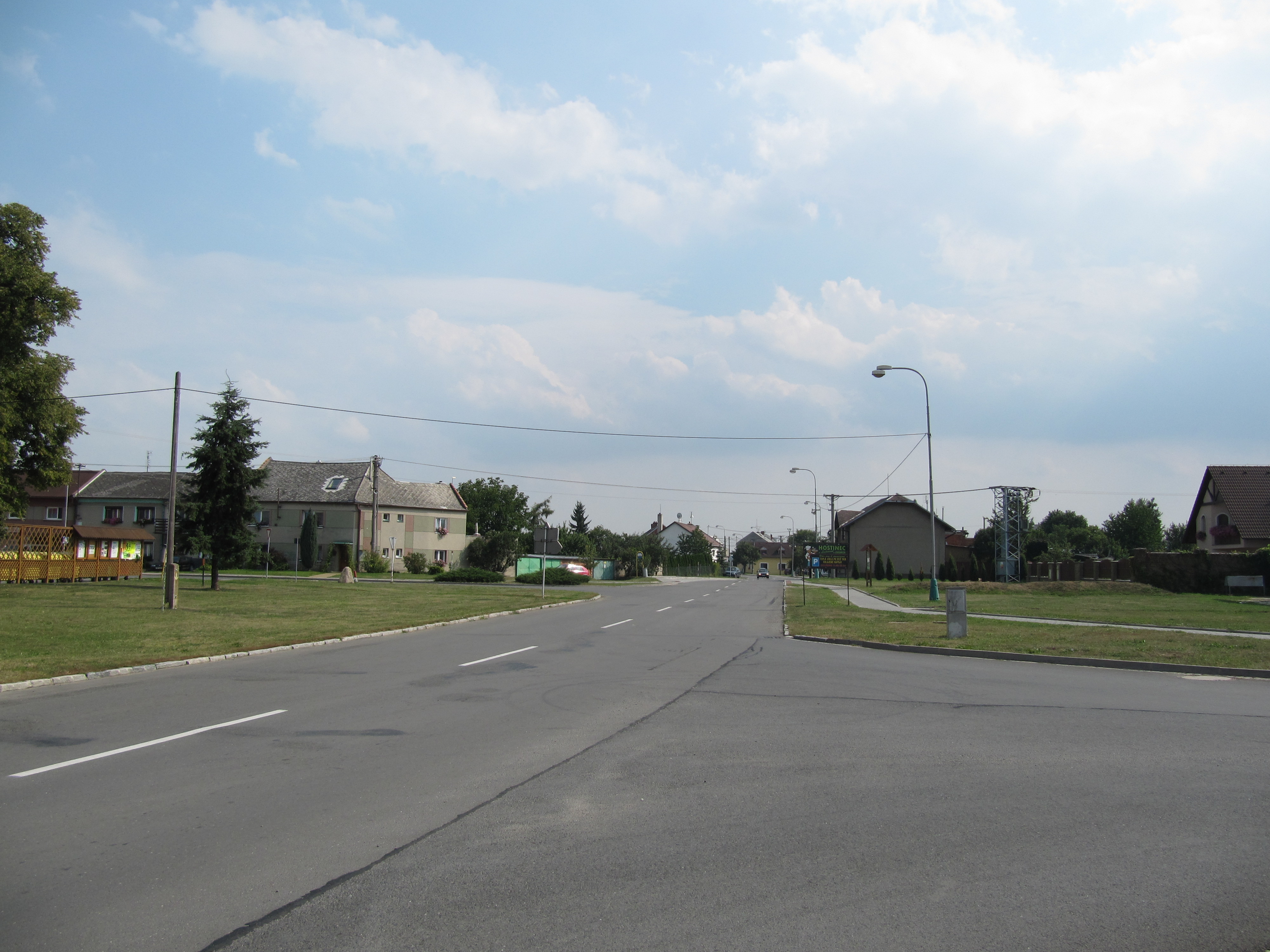
Carrefour à Loučany.

## Transports
Par la route, Loučany se trouve à 15 km d'Olomouc, à 112 km d'Ostrava et à 251 km de Prague.